# No Surrender (2009)
No Surrender (2009) – gala wrestlingu zorganizowana przez amerykańską federację Total Nonstop Action Wrestling (TNA). Odbyła się 20 września 2009 w Impact Zone w Orlando na Florydzie. Była to piąta gala z cyklu No Surrender oraz dziewiąte wydarzenie pay-per-view TNA w 2009 roku.
Karta wydarzenia składała się dziewięciu walk.

## Wyniki walk
Zestawienie zostało opracowane na podstawie źródeł:
| Nr                                 | Wyniki | Stypulacje                                                          | Czas  |
| ---------------------------------- | --- | ------------------------------------------------------------------- | ----- |
| 1                                  | Taylor Wilde i Sarita pokonały The Beautiful People (Velvet Sky i Madison Rayne) | Tag Team match o nowo utworzone TNA Knockouts Tag Team Championship | 4:53  |
| 2                                  | Hernandez pokonał Erika Younga | Singles match                                                       | 0:48  |
| 3                                  | Samoa Joe (c) pokonał Danielsa | Singles match o TNA X Division Championship                         | 13:16 |
| 4                                  | D’Angelo Dinero pokonał Suicide’a | Falls Count Anywhere match                                          | 12:20 |
| 5                                  | ODB pokonała Cody’ego Deanera | Intergender match o zwakowane TNA Women’s Knockout Championship     | 7:17  |
| 6                                  | Kevin Nash (c) pokonał Abyssa | $50 000 Bounty Challenge o TNA Legends Championship                 | 8:30  |
| 7                                  | Beer Money, Inc. (James Storm i Robert Roode) oraz Team 3D (Brother Devon i Brother Ray) pokonali The Main Event Mafię (Booker T i Scott Steiner) oraz The British Invasion (Brutus Magnus i Doug Williams) | Lethal Lockdown match                                               | 21:45 |
| 8                                  | Bobby Lashley pokonał Rhino | Singles match                                                       | 6:06  |
| 9                                  | A.J. Styles pokonał Kurta Angle’a (c), Matta Morgana, Stinga i Hernandeza | 5-Way match o TNA World Heavyweight Championship                    | 15:12 |
| (c) – mistrz/mistrzyni przed walką | |                                                                     |       |